# Sudeste Piauiense
Sudeste Piauiense is een van de vier mesoregio's van de Braziliaanse deelstaat Piauí. Zij grenst aan de mesoregio's Centro-Norte Piauiense, São Francisco Pernambucano (PE), Sertões Cearenses (CE), Sudoeste Piauiense, Sul Cearense (CE), Sertão Pernambucano (PE) en Vale São-Franciscano da Bahia (BA). De mesoregio heeft een oppervlakte van ca. 45.910 km². In 2006 werd het inwoneraantal geschat op 502.591.
Drie microregio's behoren tot deze mesoregio:
- Alto Médio Canindé
- Picos
- Pio IX

Mesoregio's: Centro-Norte Piauiense · Norte Piauiense · Sudeste Piauiense · Sudoeste Piauiense

Microregio's: Alto Médio Canindé · Alto Médio Gurguéia · Alto Parnaíba Piauiense · Baixo Parnaíba Piauiense · Bertolínia · Campo Maior · Chapadas do Extremo Sul Piauiense · Floriano · Litoral Piauiense · Médio Parnaíba Piauiense · Picos · Pio IX · São Raimundo Nonato · Teresina · Valença do Piauí